# Флегонт (апостол от 70)
Флего́нт — апостол от семидесяти, упоминается в послании апостола Павла к римлянам: «Приветствуйте Асинкрита, Флегонта, Ерма, Патрова, Ермия и других с ними братьев» (Рим. 16:14). Это свидетельствует о высоком положении Флегонта в римской церкви раз он удостоился приветствия от апостола Павла.
Церковное предание сообщает, что он был обращён в христианство апостолом Павлом и был поставлен епископом Марафона Фригийского, где и принял мученическую смерть. Эти же сведения содержатся в церковной службе, посвящённой Флегонту: «Марафонстии жители предстателя тя величайша и учителя изрядна, и светильника, и наставника имуще, Флегонте славне, почитают тя непрестанно».
Существует мнение, что Флегонт был вольноотпущенником императора Нерона.
В православной церкви память Флегонта совершается 21 апреля (8 апреля по старому стилю) и 17 января (4 января по старому стилю) в день Собора Апостолов от семидесяти, в католической церкви — 8 апреля.